# Šuman Topla
Šuman Topla (en serbe cyrillique : Шуман Топла) est un village de Serbie situé dans la municipalité de Knjaževac, district de Zaječar. Au recensement de 2011, il comptait 50 habitants.

## Démographie
| 1948 | 1953 | 1961 | 1971 | 1981 | 1991 | 2002 | 2011 |
| ---- | ---- | ---- | ---- | ---- | ---- | ---- | ---- |
| 313  | 335  | 333  | 236  | 193  | 133  | 77   | 50   |

|  |